# Jukka Gustafsson
Jukka Tapani Gustafsson, né le 2 janvier 1947 à Turku, est un homme politique finlandais, membre du Parti social-démocrate de Finlande (SDP) et ministre de l'Éducation entre 2011 et 2013.

## Biographie
Diplômé en sciences sociales, il est élu en 1976 au conseil municipal de Tampere, et commence à travailler six ans plus tard, dans le monde des affaires et le milieu associatif. En 1987, il est élu député de la circonscription de Pirkanmaa à l’Eduskunta, où il occupe notamment la présidence de la commission de l'Emploi et la vice-présidence du groupe parlementaire du SDP.
Avec le retour des sociaux-démocrates au gouvernement, à la suite des élections législatives du 17 avril 2011, il est nommé ministre de l'Éducation et de la Science le 22 juin. Le 24 mai 2013, il est remplacé par Krista Kiuru, jusqu'ici ministre du Logement.